# スローループ
『スローループ』 (SLOW LOOP) は、うちのまいこによる日本の漫画。芳文社刊行の『まんがタイムきららフォワード』にて、2018年6月号にゲスト掲載後、同年11月号より連載開始し、2025年4月号まで掲載された。その後、作者の療養により休載し、同年7月18日より『COMIC FUZ』に移籍して連載を再開した。

## 概要
亡き実父の影響でフライフィッシングが趣味の主人公が、釣りを通じて家族や周囲の人々との交流を深めていく姿を描く。
前作『ななつ神オンリー！』の連載終了時に、自身の趣味であるアウトドアを題材とした漫画を描くことを担当編集者から提案されたことが執筆の契機となっている。キャンプと釣りを嗜んでいたので元々キャンプ漫画への意欲はあったが、当時すでにキャンプを題材とした『ゆるキャン△』が連載されていたため、釣り漫画を執筆することとした。
釣りの中ではルアーフィッシングが主流であり、本作で主人公たちが興じるフライフィッシングはマイナーな存在であるが、これは意図的にマイナーな趣味にしたわけではなく、作者がフライフィッシングしかやったことがなかったためであるとしている。
タイトルの『スローループ』は作者の友人による命名で、フライを遠くまで飛ばす「タイトループ」の対義語にあたる釣り用語である。仮タイトルは、幼児語で魚を意味する「とと」に、魚が来た時に内心で呟く「来い！」を組み合わせた「ととこい！」であった。なお、作中に登場する舞台のうち、一部地域は神奈川県横須賀市がモデルになっている。
2022年1月から3月までテレビアニメが放送された。

## あらすじ
3年前にポピュラーな病気でこの世を去った父親から学んだフライフィッシングで今日も1人海辺で釣りをする少女・ひより。そんな中見慣れぬ海を見て興奮し思わず飛び込もうとする少女に出会う。慌ててそれを止めると少女はひよりのしていた釣りに興味を持ち交流を深めて行く。別れ際に再会の約束をするものの、その機会はすぐに訪れる。なんと少女は母の再婚相手の娘・小春だった。家族となった二人の世界は、ひよりの幼馴染・恋をはじめとして釣りを中心に広がっていく。

## 登場人物
声の項はテレビアニメ版の声優。

### 主要人物
海凪 ひより（みなぎ ひより） / 旧姓：山川（やまかわ）
声 - 久住琳
本作の主人公。南神奈川高校1年1組→2年2組。誕生日は1月4日。身長154cmのO型。
フライフィッシングを実父から教わり、近所の海などでよく釣りを嗜む。実父は3年前に癌で他界している。母が再婚したことにより苗字が山川から海凪になり、姉妹になった小春とは同い年ではあるが2か月産まれが遅いため義妹になった。恋からは小学生の時に山川という苗字が二人いたことから、「やまひー」と呼ばれていたが、後に「ひより」と呼ばれるようになる。
小さいころは極度の人見知りで恋の後ろにずっと隠れていた。
普段からお小遣いは釣り用具に費やしている。
小春からはスニーカーがダサいと言われ、後に恋の店で黄色のブーツを買った。
根は純粋なのか、小春に何を考えているかわからないと言われた後の釣りで魚が食いつくのを待っている際に「ぱくんってこい！」と言ったり、2度目の船釣りで釣果が著しく無かった際は「釣りたかった！」と泣きながら悔しさを露わにしている。
信也が亡くなった後はしばらく色々なことを見ないようにしていたが先に事情を知った恋に再婚を祝福されたことで前を向けるようになった。
基本的に釣りは1人でしているので中学のころは一匹狼でかっこいいと憧れる女子もいた。
フライフィッシングしかやらない理由は実父がフライフィッシングしか教えてくれなかったこと、そしてもう一つに大の虫恐怖症があり、これは虻に噛まれたことが重度のトラウマとして残っており未だに克服できず、渓流釣りをした時に藍子に釣り勝負を挑まれた際も前述のトラウマによりエサ付けに時間がかかり負けてしまった。
順調に釣り上げ、どのタイミングで魚が釣りやすいかを把握できるなど、釣りの実力は高く、ワンフライトーナメントでは1位の商品がシーにゃんの巨大抱き枕と分かった時にはその実力を遺憾なく発揮し優勝した。
みやびに小春のことを問われた際に小春と自分を重ね合わせ押し込めていた辛い過去を思い出し落ち込んでいたが小春の助言を受け前を向くことができた。
その後は過去の出来事を楽しそうに話せるようになり、上記の出来事も含めて小春に対して家族の親睦を深めるために行った釣りキャンプの船の上では気恥ずかしくて言えなかった｢ありがとう｣を伝えることができた。
修学旅行に向けての買い物の際に調子に乗る小春に怒って妹離れを言い渡してしまい、修学旅行中はずっとまともに話せないでいたがその後のマグロ釣りや恋のサポートもあり無事仲直りすることが出来たが、その際の発言により逆に小春から姉離れを言い渡されてしまった。
一誠の飛び出し騒動の後、小春に一誠にもうちょっと飴が必要だと促され仕事へ行く一誠に「パパ」と呼んだ。
海凪 小春（みなぎ こはる）
声 - 日岡なつみ
南神奈川高校1年2組→2年1組。誕生日は11月15日。身長155cmのB型。右利き。巨乳（成長中）。好きな食べ物は苺。
小さいころに母と弟を交通事故で亡くしている。父の再婚により姉妹になったひよりとは同い年ではあるが2か月産まれが早いため義姉になった。海の無い県に住んでいたので海が珍しく、引越し初日に3月の海に飛び込みかけるなど危なっかしい一面もある。
幼いころは喘息持ちだったためあまり外に出ることができず入院することが多かったので家にいることが多く、外遊びをあまり知らない。家ではゲームをたくさんしていたかのような描写があり、作中でもよくネタにする。
作中の釣りシーンなどに出てくる専門用語を物騒なものに例えることが多く、そのたびにひよりや恋からツッコミを受けている。
また、作品開始時期はフライフィッシングは未経験であり、ひよりと出会った時に初めて経験し、楽しさとおいしさを同時に堪能した小春は釣りに興味を持っていく。
再婚前までは家の料理を1人で担当していたため料理が得意。再婚後もひなたが料理ができないのでそのままご飯担当になる。
作中用語にカタカナが多く、混乱することがある。ひよりはその様子を「カタカナアレルギー」と呼んでいる。
前述の喘息で人付き合いが浅いためなのか、思ったことをすぐ口にしてしまい相手を怒らせることが多く、少しのことで嫉妬したりすぐに人の真似をするなど作中何度もひよりや恋からめんどくさい人と言われる。
英会話を習っていたので英語の発音がよいが、麦茶を英語で言おうとした際に間違えて発した「MUGI TEA」（正しくは「BARLEY TEA」）でひよりを笑いのツボにはめてしまったほど。
恋の釣具店に行った際に見つけたブーツの値段に悩むが、恋の発言によりひよりと恋とお揃いのブーツの赤色を買う。以降、釣りのシーンでは3人お揃いで履いている。
かわいい服装を好み釣りであってもそれを維持するが自身のファッションセンスはいまいちなようで、ひよりと初対面の時は下にスク水を着ていたり、ひよりの水着を選ぶ時もセーラー服のような水着でひよりを怒らせた。
勉強の集中力は続かないがやればできるようで、楓の狩りの同行順を賭けた期末試験の合計点で1位をもぎ取った。
自分の方が知識がある場合にマウントを取ることがある。
天真爛漫・自由奔放・お調子者に見えるが、本当の性格は本人曰く「打算的」であり、場の空気を変えて相手に嫌われることを恐れており、傷ついても悲しくても内心を隠してわざと子供っぽく振る舞っているにすぎず、みやび曰く「ピエロ」。しかしひよりからはいつもまっすぐな言葉しか返ってこないためその度に不意を突かれた表情をすることが多い。
一誠の再婚後の義母であるひなたに対しては「知らないおばさんと暮らしてる感じ」だと言い、「ひなたさん」と呼び敬語で接していたが、一緒に買い物をした際のふとした瞬間に「お母さん」と呼び、その後もお母さん呼びは継続されている。
修学旅行に向けての買い物で調子に乗ってひよりに甘え過ぎた結果ひよりから妹離れを言い渡されてしまい、修学旅行中はずっと話せずいたがひよりに呼び出されそこで上がった花火がきっかけで仲直りができたが、ひよりが恋から聞いた事を話し挙げ句の果てには頼れるお姉ちゃんと言ってしまったためわざと以前の真似をして姉離れを言い渡してしまった。
吉永 恋（よしなが こい）
声 - 嶺内ともみ
ひよりの幼馴染み。南神奈川高校1年1組→2年1組。誕生日は6月30日。身長145cmのA型。
冷静沈着な常識人。ひよりとは保育園からの仲で唯一ひよりのことを「やまひー」と呼ぶ。父が経営する釣具店を店番をよくしている。父のことを「釣り中毒」と呼んでいる。名前の由来は、恋が産まれた日に父が大きな鯉を釣ったため、「鯉」とつけようとしたが、母が反対し、漢字だけは変えてもらい「恋」になった。母は海外出張、父は釣りに行っていることが多く吉永家の家事の大部分を行っている。釣りはせずに基本的には父の付き添い。サングラスに日傘で父の見張り役になっている。また、父にボートの運転を任せられているので漕ぐのはうまい。
釣具店の娘ではあるが、「ウェアを買うならここじゃない方がいい」など釣具店らしからぬ発言をよくする。
周りからは家族仲がいいと思われているが、言われた際は隣の芝生は青いと返している。そうは言っているものの父のことは自慢の親父だと思っておりボートに乗って釣りをする際は父の運転手をしている。
大企業でキャリアを積んでいる母のことは一番尊敬していると共に大好きであり、久々に会った際には子供のように甘えていた。
信也が亡くなった後、落ち込むひよりに踏み込めなかったことを悔いており、当初はひよりに臆面なく踏み込んだ小春を見て複雑な感情を抱いて自分と比べて私には友達の資格がないと自信を無くしていた際に、小春に励まされ、父と同じ変な人なことに安心感を覚えたのか心を開く。その後はひよりたちと一緒に釣りをするようになる。その際に釣った魚を弟たちに見せている。
ひよりと小春と同じブーツの黒色を持っている。
弟が三人おり、まだ幼い双子の虹と虎を溺愛しており時折見せる思考は姉ではなく親のそれである。
ひよりがみやびから小春のことを問われ悩んでた際には今の小春はピエロではなくジョーカーだと称している。
いいお姉ちゃんではないことを気にして落ち込んでいた小春に対し助言と私たちをもっとふりまわして欲しいことを伝え、現に次の話では突然小春に呼ばれたのにも関わらず遊びに来ている。
宮野や小春に姉と言われた際には否定していたが後にひよりと小春が甘えた際には｢手のかかる妹たちだ｣と満更でも無い顔で言っている。
福元 一花（ふくもと いちか）
声 - 名塚佳織
二葉の姉。23歳。誕生日は8月2日。身長は168cm。
よく家である釣り船屋「つり福」の船長として仕事している。
恋の生誕祭で知り合って以降、時々ひよりたちの釣りにも参加する。
水族館で二葉から貰った真珠のペンダントは毎日つけている。
仕事をよくサボっては遊びに行くことが多い。
家ではだらしなく二葉にお世話されたり叱られたりしているが本人にとってはそれが可愛くて仕方なく怒られても思わず抱きしめたり全く堪えていない。
福元 二葉（ふくもと ふたば）
声 - 村上奈津実
一花の妹。小学5年生。クラスは2組。
誕生日は5月12日。
身長は135cm。
おとなしく、引っ込み思案な女の子。
気心を許した相手には積極的になる。
かつては明るく活発な性格であり男子とよく遊んでいたがある出来事を境に釣りと男子と遊ぶのをやめてしまった。その時までの髪型はポニーテール。
後に藍子やひより、小春や恋との出会いを経て再び男子と遊べるようになった。
ひよりや小春のことを「おねえさん」と呼んでおり、特に友人になった釣り仲間でもあるひよりのことは慕っている。
ひよりに救われて以降ひよりを甘やかしたくなるのは自分がずるい女だからだと思っていたが恋がひよりに世話を焼くのを目撃し恋こそがずるい女だと思うに至った。
小春、恋、ひより、藍子との渓流釣りの時に藍子が率先して釣りに挑戦し釣りの楽しさを知ってくれたのは嬉しかったが藍子がひよりに釣りについて布教された際にはその話を遮り手を引いて行く独占欲を見せた。
勉強も運動もそれなりにできる。
二宮 藍子（にのみや あいこ）
声 - 井上ほの花
二葉の友達。誕生日は9月22日。小学5年生。身長は136cm。
二葉とは同じクラス。
母親の化粧品をくすねてくるなど年頃のませた女の子。
二葉のカッコいい一面にときめくなど乙女な一面もある。
男子が嫌いで虫や生きた魚を触れないが、釣りの趣味には理解があり、二葉の好きなことをしていいんだよと伝えている。
好きなことには積極的に行動する。
二葉に対しては一番の友達でいたいと思うようになって来ており、ひよりを始め他の子と仲良くしているのを見てモヤモヤしていることを恋に打ち明けた際には可愛いこと考える子だと評されている。
山下の中学受験の話を聞き現在大学一年生の兄も中学受験をしていたことを思い出し自分もそうなって二葉と離れてしまうのか不安に思っていたが両親からはやんわりと受験以外の道を促され事なきを得た。
二葉と同じ目線に立ちたくてひよりに釣り勝負を持ちかけ、恋のサポートとハンデもあり無事勝利を収めた（恋は藍子を勝たせようとわざとハンデをつけた）。その体験もあって釣りの楽しさを知ることができた。

### 主要人物の家族
海凪 一誠（みなぎ いっせい）
声 - 川田紳司
小春の父親。ひなたと再婚してひよりの義父になる。
再婚前は残業が多く小春を1人にさせることが多かった。
可愛い食べ物が流行ると一人で行列が並べないと言い小春をよく連れ出していた。
愛する家族を小春を除いて一度に喪ったこともあってか唯一残された小春に対しては非情に心配性であり、キャンプの際もテントに鍵が付いてないのを気にしていた程。
ひなたと同じく結婚指輪はつけていない。
以前小春とひよりが渓流に釣りに行った際に熱を出した経験もあり子供だけの釣りキャンプに関して（小春の無計画もあって）猛反対していた。それに拗ねて家出した小春と同行したひより、家出先の恋と共に一緒に計画し、改めて説得した際には小春だけではなくひよりも強く説得し、父親として小春だけではなくひよりのことも心配していることを伝え、釣りキャンプの許可を出した。
後に家出をしたことはわがままを言わないいい子だった小春が反発したことを嬉しく思っていることをひよりに伝え、そのきっかけになったひよりに改めてお礼を告げた。
いつも子供の味方をし自分を悪者にするひなたに怒り実家に帰ってしまったがひよりが釣りを教え、小春が釣ったヤマメをひなたが焼き魚にして振る舞ってくれたことに感動しそれをきっかけにお互いに謝罪をして夫婦仲は保たれた。
海凪 ひなた（みなぎ ひなた） / 旧姓：山川（やまかわ）
声 - 柚木涼香
ひよりの母親。一誠と再婚して小春の義母になる。
信也の入院以降は食事はスーパーの惣菜や外食が多く、母親が作りに来てくれることもあったが再婚してからは小春と一緒に料理をすることが増えた。その影響からか、実家に帰った際は弁当作りに挑戦したいと言うが普段の彼女を知っている父親にはドン引きされた。
電子レンジをリアルで爆発させる。
一誠とは玲子の紹介で知り合った。
初めはひよりと同い年の娘がいるという共通点で相談に乗っているだけだったが先に再婚の話を恋から聞いたひよりの後押しで再婚するに至った。
結婚指輪は持っているが、再婚をしてからはつけていない。
山川 信也（やまかわ しんや）
声 - 内匠靖明
ひよりの父親。物語開始時点ではすでに故人で、ひよりが小学生の時に癌で他界している。
ひよりにフライフィッシングを教えたのも彼。マイナーな楽器に夢中になったり、目玉焼きにポン酢をかけるなど少し変わったところがある。
ひよりを釣りに連れて行きたがらないなど少々過保護な一面もあり、ひよりが船舶免許を取ったのも彼のへそくりがあったからである。他にも成人式の振袖用、海外釣行用等様々なへそくりを用意している。
かつて山川家の食事を担当していた。
海凪 裕子（みなぎ ゆうこ）
声 - 下屋則子
小春の母親。
入院しがちな小春の元へよく夏樹と一緒にお見舞いに来ていた。
小春が小さいころに交通事故で亡くなる。
海凪 夏樹（みなぎ なつき）
声 - 齋藤綾
小春の弟。裕子と共に、小春が小さいころに交通事故で亡くなる。
吉永 良太（よしなが りょうた）
声 - 勝杏里
恋の父親。
フライフィッシング専門店を経営しており、「暑いからこそ釣りをしよう」と語るほどの釣り好き。よく釣りに出かけて恋に店番をさせており、恋からは「釣り中毒」と呼ばれているが、それを嬉しがっている。その一方で恋の誕生日のために沖縄にてマグロとカツオを釣りに行き、近所の人を呼んで盛大に生誕祭を開くなど父親としての一面も見せる。
信也とは釣り友達でよくひなたの実家にも一緒に遊びに行き、ひよりとも釣りキャンプをするなどの家族ぐるみの付き合いがあった。
ひよりと船釣りに行く際に信也に渡す予定だったロッドをひよりに譲った。
パーミットを足腰を悪くして釣りができなくなったらやめると発言した際にパーミットが大好きである恋の機嫌を損ねてしまいその後無視され始め、口まで聞かれないのは初めてだったために深く落ち込んでいたが小春の根回しでずっとパーミットを続けることを恋に告げ事なきを得た。
吉永 玲子（よしなが れいこ）
声 - 伊藤静
恋の母親で、大企業に勤めるキャリアウーマン。
厳格な両親を持ち、結婚をしたら仕事を辞めるように言われていたが良太の説得により続けることができた。
恋からは尊敬されている。
ひなたとはよく連絡を取り合っており彼女を度々気にかけている。
吉永 隼人（よしなが はやと）
声 - 國立幸
恋の3歳年下の弟。
1巻時点で登場していたものの喋ることはなかったが2巻で登場してからは喋るようになった。長男が故に姉同様常識人で、面倒見がよく双子の弟たちの面倒を見たり、姉の手伝いも行っている。温泉が大好き。
1年後の夏に背が急に伸びた。
名前の由来はコイ科のハヤ。
吉永 虹（よしなが にじ）
声 - 東山奈央
恋の弟で虎の双子兄弟。体重は20kg。
名前の由来は産まれた日の朝に大きなニジマスが釣れたから。
吉永 虎（よしなが とら）
声 - 安野希世乃
恋の弟で虹の双子兄弟。体重は20kg。
名前の由来は父がニジマスから鱒と付けようとしたが、恋が鱒の英語名トラウトの虎を提案した。
一花と二葉の母親
12話にて台詞のみで登場していたが55話にて顔出しで登場。
藍子の母親
15話にて初登場。
目元や髪型が藍子に似ている。
藍子の父親
15話にて初登場。
大学の教授をしている。
深沢 恵美子（ふかざわ えみこ）
声 - 宮沢きよこ
ひよりの母方の祖母で、ひなたの母親。小春が熱を出してしまった時、ひよりにイワナ汁の作り方を教えた。
深沢 修（ふかざわ おさむ）
声 - 松川裕輝
ひよりの母方の祖父で、ひなたの父親。信也とは渓流によく一緒に行っていた。
釣りをしに来ていた信也や恋の父とは違い趣味は登山。現在は腰を悪くしているためいつも家にいる。無口で吹き出しの台詞がなく、ひよりと似て何を考えているかわかりづらいが、内心ではひよりと小春が来るのを楽しみにしていた。
小春のおばあちゃん(母方)
裕子の母親。
海凪家の引っ越しと共にひなたのいる施設に移った。
年齢のためか小春に会った際は裕子と間違えていた。
りえ
小春の従姉妹。67話で結婚式を挙げた。
68話でも再登場し海凪家に飲んだくれの父の様子を見に来た。小春からはりえ姉ちゃんと呼ばれている。
小春のおばあちゃん(父方)
68話にて登場。一誠の母親。小春に似てスキンシップが激しい。
小春のおじいちゃん(父方)
68話にて登場。一誠の父親。小春たちが訪れた際にクラッカーを鳴らして歓迎する等ノリがいい。
小春の叔父
68話にて登場。りえの父であり一誠の兄。
娘のりえが結婚して家を出て行ってしまったため一誠と共に飲んだくれていたがそれを聞いたりえが様子を見に来て小春に手伝ってもらい連れ出された。

### その他の登場人物
宮野 楓（みやの かえで）
声 - 日笠陽子
一花の友達。飲食店BASE FIELDで働いている。
誕生日は10月20日。身長は165cm。
一花とは高1の林間学校の時に仲良くなり、それから腐れ縁。狩猟をしており獲ったものはこの店で調理している。狩猟の期間と渓流釣りの期間が逆なのを知り、ひよりとは似たものを嗜む同士として楽しく語り合い、それからフライフィッシングにも興味を持ち始める。
高校時代は周りからはクールだと思われていたが怖いものが苦手など可愛い一面もある。
クロエという猫を飼っている。
山本（やまもと）
声 - 関根明良
二葉の友達。愛称はもっちゃん。
姉に言われて二葉とはある時期まで一緒に遊べなかった。
山崎と山下の3人で「山ばかトリオ」と呼ばれている。
藍子とは1・2年のころ同じクラスで1年のころから優しいことを知っている。
藍子からは男子の中では一番好きだと言われるが当の本人からは名前を間違えられる、台詞を最後まで言わせてもらえない等の散々な扱いを受けているが、めげずに二葉ができたことにも果敢に挑戦して藍子の印象に残ろうと頑張っている。
山崎（やまざき）
声 - 冨岡美沙子
二葉の友達。愛称はざっきー。
事あるごとに二葉に勝負を挑んでいる。
藍子のことは唯一苗字の二宮と呼んでいる。
兄が2人いる。
山下（やました）
二葉の友達。
愛称はしーた君。
3人家族。
美月（みつき）
声 - 稲垣好
小春の1年でのクラスメイトであり友人。
1年の頃は小春の面倒を見ていたが、2年からひよりと同じクラスになる。
兄と弟がいる。きょうだい喧嘩は日常茶飯事だが弟とは仲がいい方。
部活はバレー部。
咲良（さくら）
声 - 山口愛
小春の1年でのクラスメイトであり友人。丸眼鏡を掛けている。
1年の頃は小春の面倒を見ていたが、2年からひよりと同じクラスになる。
玲奈という名前の姉がおり、名前で呼んでいる。姉妹仲は悪く喧嘩もよくする。
帰宅部。
加藤（かとう）
声 - 堀江瞬
小春のクラスメイト。
文化祭の準備中に小春へ釣り知識でマウントを取ろうとしたが釣り知識のあるひよりと恋から答えを貰った小春によってマウントを取り返された。
土屋 みやび（つちや）
小春の中学時代のクラスメイト。
無理して周囲に合わせる打算的な小春とは対照的に、正直者で人のためならキツいこともはっきりと指摘する性格。その性格ゆえにクラスメイトからよく思われていなかったが、小春は正直な彼女を羨ましく思っていた。小春とは給食の時間に小春がクラスメイトに「悩みなさそうだよね」と無神経なことを言われても気にせず笑うだけの小春を見て怒りを覚え「ムカつくこと言われてへらへらしてるの？」「悩みのない人間なんているわけないじゃん」と放ったことがきっかけで関わるようになり、最初は無愛想な振る舞いだったがそれから長い時間を共に過ごし、小春の再婚と引っ越しが決まった際にはアドバイスとうまくいかなければ自分の家に来てもいいと言うなど小春のことを大切に思うようになっている。
引っ越した後も小春とは定期的に連絡を取り合っており、ゲーム仲間でもある。
小春が久々に遊びに来た際には普段の無表情がほころぶほど喜んでおり、今の環境で楽しくやっているか心配していたが楽しそうに釣りをする小春を見て最後にはひよりに小春のことを託し別れた後には笑顔を見せていた。
ひよりと小春が初めて会った際に小春がスク水だったことには流石に引いていた。
海は変な生き物がいるという理由で嫌い。
土屋 あや
みやびの妹。
姉とは対象的に表情が豊か。
小春たちと管釣りに参加した際には恋の父にセンスが抜群にいいと褒められていた。
シーにゃん
作中のマスコットキャラクター。猫の顔と魚の胴体を合わせた姿。
毎話どこかに一度は登場している。
ひよりと二葉が主に愛好者で学生鞄のキーホルダーや服、ライフジャケット、爪楊枝、抱き枕まで様々なシーにゃんが登場する。
公式グッズとしてTシャツが発売された。
アニメでは場面転換時に登場することもある。
うさぎのおうじさま
作中で藍子や小さいころの小春や恋がぬいぐるみや絵本を持っている。
8話で恋が持っているうさぎのおうじさま モンタナへゆく はモンタナにいるギャンブラーなくまと釣りをする絵本とのこと。

## 登場場所
FLY FISHING SHOP Permit
吉永家が経営するフライフィッシング専門店。父のお店だが、釣りに行き、恋に店番させることが多い。ひよりと信也は昔からの常連であり今もひよりは定期的に通っている。モデルは芳文社近くの水道橋にあるフライフィッシング専門店のハーミット。
つり福
福元家の釣り船屋。都心からや学生、車を持っていない人向けに、駅から送迎バスがでている。
BASE FIELD
楓の働く飲食店。
南神奈川高等学校
ひより、小春、恋たちが通う高校。

## 書誌情報
- うちのまいこ 『スローループ』 芳文社〈まんがタイムKRコミックスフォワードシリーズ〉、既刊10巻（2025年3月12日現在）[35]
  1. 2019年3月12日発売、ISBN 978-4-8322-7076-3
  2. 2019年10月11日発売、ISBN 978-4-8322-7125-8
  3. 2020年6月12日発売、ISBN 978-4-8322-7197-5
  4. 2021年1月12日発売、ISBN 978-4-8322-7241-5
  5. 2021年12月10日発売、ISBN 978-4-8322-7329-0
  6. 2022年3月10日発売、ISBN 978-4-8322-7354-2
  7. 2022年11月10日発売、ISBN 978-4-8322-7416-7
  8. 2023年8月9日発売、ISBN 978-4-8322-7475-4
  9. 2024年5月11日発売、ISBN 978-4-8322-9547-6
  10. 2025年3月12日発売、ISBN 978-4-8322-9622-0

## テレビアニメ

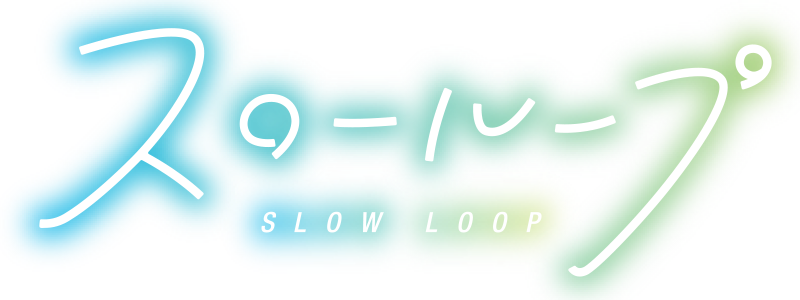
テレビアニメのロゴ

2022年1月から3月までAT-Xほかにて放送された。
キャッチコピーは「釣り糸 （ライン） が結ぶ、家族の環 （ループ）」。

### スタッフ
- 原作 - うちのまいこ[8]
- 監督 - 秋田谷典昭[8]
- 副監督 - 守田芸成[8]
- シリーズ構成 - 山田由香[8]
- キャラクターデザイン・総作画監督 - 滝本祥子[8]
- 釣りシーン演出 - 柴田匠[8]
- 料理・エフェクト作監 - 鷲北恭太[8]
- 美術監督 - 諸熊倫子[8]
- 色彩設計 - 月野えりか[8]
- 撮影監督 - 佐藤敦[8]
- 3D監督 - 濱村敏郎[8]
- 編集 - 仙土真希[8]
- 音響監督 - 土屋雅紀[8]
- 音楽 - 伊賀拓郎[8]
- 音楽プロデューサー - 深水円、福田正夫、内田峻
- 音楽制作 - フライングドッグ[8]
- プロデューサー - 山下愼平、中込理子、伊藤将生、有水宗治郎、三浦駆、西前朱加
- アニメーションプロデューサー - 加藤章
- アニメーション制作 - CONNECT[8]
- 製作 - スローループ製作委員会[8]（KADOKAWA、芳文社、フライングドッグ、角川メディアハウス、eStream、エー・ティー・エックス）

### 主題歌
「やじるし→」
東山奈央と安野希世乃によるユニット「ぽかぽかイオン」が担当するオープニングテーマ。作詞は岩里祐穂、作曲・編曲は山下宏明。
「シュワシュワ」
海凪ひより役の久住琳、海凪小春役の日岡なつみ、吉永恋役の嶺内ともみによるユニット「Three∞Loop」が担当するエンディングテーマ。作詞・作曲は杏沙子と石崎光、編曲は伊賀拓郎。
「ゆるゆらりる」
Three∞Loopによる第9話エンディングテーマ。作詞は辻林美穂、作曲・編曲は田渕夏海。

### 各話リスト
| 話数   | サブタイトル             | 脚本       | 絵コンテ   | 演出                         | 作画監督                                                       | 初放送日      |
| ------ | ------------------------ | ---------- | ---------- | ---------------------------- | -------------------------------------------------------------- | ------------- |
| 第1話  | とても変わった女の子     | 山田由香   | 秋田谷典昭 | 秋田谷典昭                   | 滝本祥子                                                       | 2022年 1月7日 |
| 第2話  | 笑顔になれたら           | 山田由香   | 守田芸成   | 守田芸成                     | 原友樹 川添亜希子                                              | 1月14日       |
| 第3話  | ありがとう               | 大知慶一郎 | 柴田匠     | 横手颯太                     | 林夏菜 村長由紀 杜野都 柳瀬譲二 STUDIO MASSKET                 | 1月21日       |
| 第4話  | はずかしくないんですか？ | 山田由香   | 竹ノ内和久 | 山本隆太                     | 岩井優器                                                       | 1月28日       |
| 第5話  | また一緒に               | 山田由香   | 堀内勇冶   | 堀内勇冶                     | 橋本真希 今里佳子 原友樹                                       | 2月4日        |
| 第6話  | 「難しい」が楽しい       | 大知慶一郎 | 柴田匠     | 内堀雅人                     | モリタユーシ 小林冴子 南伸一郎 BigOwl                          | 2月11日       |
| 第7話  | 結婚式                   | 山田由香   | 竹ノ内和久 | 堀内直樹                     | STUDIO MASSKET                                                 | 2月18日       |
| 第8話  | ここがいい               | 大知慶一郎 | Royden B   | 富田祐輔                     | 井嶋けい子 原友樹 STUDIO MASSKET                               | 2月25日       |
| 第9話  | 釣りキャンプしたい!!     | 大知慶一郎 | 竹ノ内和久 | 谷口工作                     | 林夏菜 杜野都 村長由紀 中山和子 柳瀬譲二 STUDIO MASSKET        | 3月4日        |
| 第10話 | 私もがんばりますねっ     | 大知慶一郎 | Royden B   | 守田芸成                     | 川添亜希子 大岩徳美                                            | 3月11日       |
| 第11話 | 大切なもの               | 山田由香   | 柴田匠     | 葛西良信                     | モリタユーシ 永田有香 小林冴子 大塚美登理 EKACHI EPILKA BigOwl | 3月18日       |
| 第12話 | 二人で選ぼうっ           | 山田由香   | 秋田谷典昭 | 富田祐輔 守田芸成 秋田谷典昭 | 橋本真希 今里佳子 梅田一城 藤井結                              | 3月25日       |

### 放送局
| 放送期間 | 放送時間                     | 放送局     | 対象地域 | 備考                                            |
| --- | ---------------------------- | ---------- | -------- | ----------------------------------------------- |
| 2022年1月7日 - 3月25日                                                                                                  | 金曜 22:00 - 22:30           | AT-X       | 日本全域 | 製作参加 / CS放送 / 字幕放送 / リピート放送あり |
| | 金曜 22:30 - 23:00           | TOKYO MX   | 東京都   |                                                 |
| | 金曜 23:00 - 23:30           | BS11       | 日本全域 | BS放送 / 『ANIME+』枠                           |
| 2022年1月8日 - 3月26日                                                                                                  | 土曜 0:00 - 0:30（金曜深夜） | KBS京都    | 京都府   |                                                 |
| |                              | サンテレビ | 兵庫県   |                                                 |
| | 土曜 3:05 - 3:35（金曜深夜） | テレビ愛知 | 愛知県   |                                                 |
| AT-Xでは、同年3月29日にメインキャストによる特別番組『フライタイイング〈疑似餌づくり〉の世界へようこそ！』が放送された。 |                              |            |          |                                                 |

| 配信開始日            | 配信時間                | 配信サイト |
| --------------------- | ----------------------- | --- |
| 2022年1月7日          | 金曜 22:30 更新         | dアニメストア |
| 2022年1月10日         | 月曜 22:30 更新         | ABEMA |
| 2022年1月14日         | 金曜 22:30 - 23:00      | ニコニコ生放送 |
| 2022年1月14日以降順次 | 金曜 22:30 以降順次更新 | ニコニコチャンネル GYAO! ひかりTV FOD バンダイチャンネル Hulu TELASA J:COMオンデマンド みるプラス U-NEXT アニメ放題 Amazon Prime Video アニメカ Rakuten TV DMM.com music.jp ビデオマーケット HAPPY!動画 クランクイン！ビデオ |

### BD / DVD
| 巻 | 発売日        | 収録話         | 規格品番   | 規格品番   |
| 巻 | 発売日        | 収録話         | BD         | DVD        |
| -- | ------------- | -------------- | ---------- | ---------- |
| 1  | 2022年3月30日 | 第1話 - 第4話  | ZMXZ-15321 | ZMBZ-15331 |
| 2  | 2022年4月27日 | 第5話 - 第8話  | ZMXZ-15322 | ZMBZ-15332 |
| 3  | 2022年5月25日 | 第9話 - 第12話 | ZMXZ-15323 | ZMBZ-15333 |

### Webラジオ
海凪ひより役の久住琳、海凪小春役の日岡なつみ、吉永恋役の嶺内ともみによるWebラジオ『スローループのらじおるーぷ』が、2022年1月5日より音泉にて隔週水曜に配信。

## コラボレーション
ぼっち・ざ・ろっく！
『まんがタイムきららMAX』で連載されている漫画作品。同じ「まんがタイムきらら」系列つながりで、『スローループ』原作第26話およびテレビアニメ第10話に『ぼっち・ざ・ろっく！』のキャラクターが登場している。『ぼっち・ざ・ろっく！』原作3巻114ページの通行人およびアニメ第10話にて登場人物がスマートフォンにつけているアクリルチャームはひよりと小春になっている。
横須賀市観光協会
横須賀市が本作の舞台となっていることから、神奈川県立海洋科学高等学校の生徒が開発したコラボ缶詰などのグッズ販売や商店街とのタイアップを実施。
叡山電鉄
2022年1月から5月まで、本作のラッピング車両（デオ710形電車を使用。ヘッドマークも掲出）の運行、コラボきっぷの発売を実施。

## ゲーム
きららファンタジア
ドリコムによるスマートフォン向けアプリゲーム。
「まんがタイムきららシリーズ」のキャラクターが多数登場しており、本作からはひより、小春、恋が2022年3月15日のアップデートより追加参戦した。